# Tavush (Tavush)
Pour l’article homonyme, voir Tavush.
Tavush (en arménien Տավուշ ; anciennement Zavenavan et Tovuz) est une communauté rurale du marz de Tavush, en Arménie. Elle compte 1 568 habitants en 2008.